# Helige aposteln Tomas kyrka, Bežanijska Kosa
Helige aposteln Tomas kyrka (serbisk kyrilliska: Црква Светог апостола Томе; latinska: Crkva Svetog apostola Tome) är en serbisk-ortodox kyrkobyggnad belägen i Bežanijska Kosa, som tillhör stadsdelen Bežanija i Nya Belgrad, i Serbiens huvudstad Belgrad.
Kyrkan är helgad åt aposteln Tomas och tillhör Belgrads och Karlovcis ärkebiskopsdöme.